# Acanthobonellia pirotanensis
Acanthobonellia pirotanensis is een lepelworm uit de familie Bonelliidae.
De wetenschappelijke naam van de soort werd in 1964 door José gepubliceerd.